# Edward Fenwick
Pour les articles homonymes, voir Fenwick.
Edward Dominic Fenwick, né le 19 août 1768 à Leonardtown au Maryland (États-Unis) et mort le 26 septembre 1832 à Wooster (Ohio) (États-Unis), est un religieux dominicain et évêque de Cincinnati. Il introduisit l'ordre des Prêcheurs dans le territoire - de l'époque - des États-Unis d'Amérique.

## Biographie
Edward Fenwick naît dans la propriété de ses parents, près de la rivière Patuxent dans le Maryland, une des 'Treize colonies' qui déclarèrent leur indépendance quelques années plus tard. Son père est le colonel Ignatius Fenwick qui devint par la suite une figure de la révolution américaine. La famille est l'une des premières familles catholiques, fondatrices du Maryland. Edward Fenwick est envoyé étudier au collège de Bornem, près d'Anvers en Belgique. Il entre ensuite directement au noviciat des religieux Dominicains de Bornem, où il est ordonné prêtre et devient professeur de théologie. Cependant les désordres de la Révolution française ont comme conséquence pour lui son emprisonnement et il ne doit la vie sauve qu'à sa citoyenneté américaine qui est finalement reconnue. Il passe en Angleterre après sa libération et ensuite retourne dans son pays natal, jeune pays devenu indépendant en 1776.
Il a le désir d'y implanter l'Ordre des Prêcheurs et se confie à Mgr Carroll, évêque de Baltimore,  qui lui conseille d'évangéliser d'abord les régions à l'ouest des Appalaches, y compris la Louisiane (nouvellement acquise par les États-Unis en 1803). 
Edward Fenwick et ses trois compagnons (Samuel Thomas Wilson, Robert Angier et William Tuite) traversent en 1805 toute la vallée du Mississippi pour trouver un endroit favorable à l'implantation de mission. Le père Fenwick choisit finalement un lieu près de Springfield (Kentucky), où il bâtit un petit prieuré avec chapelle qui est habitable en décembre 1806. Le prieuré est placé sous le patronage de Sainte Rose de Lima et consacré le jour de la Noël 1809. C'est le premier établissement catholique construit à l'ouest des Alleghenies. Le premier évêque du nouveau diocèse de Bardstown (en) (érigé en 1808), Mgr Benoît-Joseph Flaget (un français) y habite avant que la petite cathédrale de son diocèse ne soit achevée.
Edward Fenwick, premier provincial de l'Ordre dominicain aux États-Unis, est consacré évêque du nouveau diocèse de Cincinnati en 1822. la célébration a lieu en l'église Sainte-Rose, puisqu'il n'y avait pas encore de cathédrale à Cincinnati. Il entreprend un voyage en Europe pendant l'année 1823, afin de lever des fonds pour son nouveau diocèse. Ils sont suffisamment importants en 1826 pour démarrer les travaux d'une cathédrale, mais également pour construire plusieurs écoles paroissiales et fonder le couvent des Sœurs de la Charité et le couvent des Sœurs dominicaines.
Mgr Fenwick ouvre en 1829 le séminaire Saint-François-Xavier, troisième séminaire américain en ancienneté et le plus ancien à l'ouest des Appalaches. Il fait également débuter en 1831 la publication du journal The Catholic Telegraph, d'abord hebdomadaire, qui est diffusé par diligences et par bateaux-vapeur à travers l'immense diocèse, ainsi que dans les principales villes des États voisins. C'est le journal catholique le plus ancien du pays. Mgr Fenwick fonde également en 1831 l'Atheneum qui deviendra la Xavier University, et la Saint Xavier High School.
Après ses fondations, l'évêque retourne à ses œuvres de mission, visitant notamment les tribus indiennes des territoires du nord-est, mais il tombe malade du choléra et meurt le 26 septembre 1832, à Wooster (Ohio) (États-Unis). Il avait 64 ans.

## Reconnaissance publique et souvenir
Plusieurs écoles portent son nom aujourd'hui dans le pays[Lesquelles ?][réf. souhaitée].